# Muck Endre
Muck Endre (Hennersdorf, 1851. május 14. – Sopron, 1925. január 16.) erdész, „a soproni erdők atyja”.

## Élete
A zömmel németek lakta cseh Szudéta-vidéken született. Középiskolai tanulmányait Weitwasserben végezte, majd egy ideig  különböző uradalmakban volt erdőrendezéssel megbízott erdész. 1874-ben sikerrel pályázta meg az erdőgondnok (az erdészet rangban harmadik tisztségviselője) állását Sopronban. Az alacsony termetű, pörge bajszú, az idő tájt magyarul még egyáltalán nem tudó ifjú erdész az első iratokban még Muck András néven szerepelt.
A nyelvtudás és a személyes kapcsolatok hiánya sokáig hátráltatta karrierjét. A hiányosságokat szorgalmas tanulással egyenlítette ki: megszerezte a magyar állampolgárságot, majd letette az erdészeti szakvizsgát is. Újabb, sikeres pályázatok eredményeként 1875-től erdész, 1882-től főerdész lett a soproni erdészetben. Aktivitásával, sikeres szakmai munkájával háttérbe szorította mindenkori feletteseit: joggal tulajdonították és tulajdonítják neki a város erdeinek rendbehozatalát, a sétautak kiépítését.
Harmincöt évi munkálkodás után 1924-ben nyugalomba vonult, de már a következő év januárjában meghalt.

## A soproni erdők rendbehozatala
A Soproni-hegység zonális növénytársulásai különböző lomblevelű erdők voltak, ezeket azonban Muck idejére a szakszerűtlen rablógazdálkodás teljesen lerontotta. A város 7000 holdnyi erdőbirtokán főleg gyertyán és tölgy nőtt. Ezeket sarjaztatással szaporították, és az így növekvő, semmilyen más célra nem alkalmas fákat már 15–20 éves korukban kivágták tűzifának. Ezt sokáig nem tartották problémának, mert a trianoni békeszerződés előtt a Kárpátokban rengeteg fát termeltünk: Magyarország volt Európa legnagyobb faexportőre. A mind gyakoribb erdőirtásoknak az 1879. évi XXXI. erdőtörvény vetett gátat. Ez előírta a célszerűség határai között az erdő fenntartását, elősegítette a kopárok és futóhomok fásítását, megindította a korszerű üzemtervezést.
Muck Endre 1886-ban készítette el a soproni erdők első üzemtervét, ami a rendszeres erdőgazdálkodás alapjává vált. Meggyőződéssel követte a fenyvesítés határon túl divatos irányzatát: fenyveket – főleg erdei- és lucfenyőt –  1881-ben a Várhelyen és a Kecske-patak mentén kezdett ültetni. A fenyveseket azonban nem célnak, hanem átmeneti megoldásnak tekintette, és mellettük a lombcsemeték kiültetését sem hanyagolta el. A fenyőkkel leginkább egy majdani egészséges, „felnőttkoráig” élő tölgy- és bükkállománynak kívánta előkészíteni a terepet.
Telepítései grandiózus méretűek voltak. Így például egyedül 1910-ben kiültettek:
- 229 ezer luc csemetét,
- 94 ezer erdei-, illetve feketefenyő csemetét,
- 6 ezer jegenyefenyőt,
- 165 ezer lombcsemetét;

emellett elvetettek 80 kg jegenyefenyő magot.
A vágásfordulót 40, majd 60 évre emelte, és kerülte a nagy tarvágásokat. A sarjerdőket apránként szálerdővel váltotta fel.
Az első üzemtervi revíziót 1895-ben tartották, amikor Muck már húsz éve dolgozott a Sopron-környéki erdőkben. Ekkorra a hegyvidéki erdők 1/3-a már magról nőtt, a vágásforduló 40–60 évre emelkedett. A gyertyán aránya 27 százalékra, a nyíré 23 százalékra csökkent. A fenyvesek területe elérte a városi hegyvidéki erdők 18 százalékát.
Az 1925-ös üzemterv már a maihoz közeli adatokat rögzített. A vágásforduló 60-80 év volt, az erdőnek már csak 14 százaléka gyertyán és 3 százaléka nyír; az erdők 26 százaléka szálerdő volt. A több mint 4000 hektáron a fenyvesítés elérte az 50 százalékot.

## Közéleti munkássága
Számos egyesületben mindent megtett azért, hogy az erdő üdülésre is szolgáljon. Már az első világháború előtt az ország legkulturáltabb üdülőhelyévé tette Sopront. Meghatározó szerepe volt a Soproni Városszépítő Egyesület és a Dunántúli Turista Egyesület a környék bejárhatóságát kialakító munkájában. Az erdőkben sok utat épített ki, és ezeket útjelzőkkel látta el. Elkészítette a turisták tájékozódásához szükséges térképeket, amiket Romwalter Károly Sopron útikalauzának mellékleteként adtak ki. A felfrissülést keresők Trianonig 408 km hosszú gyalogúton túrázhattak. Tagja volt a Lövér-bizottságnak, szervezte a Villa sor nyaralótelepét. Minden természetvédő mozgalom számíthatott közreműködésére, így az állatvédők is.

## Öröksége
Muck üzemterve szerint a fenyőket 1930–1950 között ki kellett volna vágni, de ezt nem tették meg, mert Trianon után a döntéshozók az ország és erdőterületének leapadása miatt a fenyveseket már nem előerdőnek tekintettek, hanem azokat fájukért akarták hasznosítani. Ez jelentősen késleltette a lomblevelű erdők újratelepítését: a Soproni-hegységben az erdők fele még mindig fenyő.

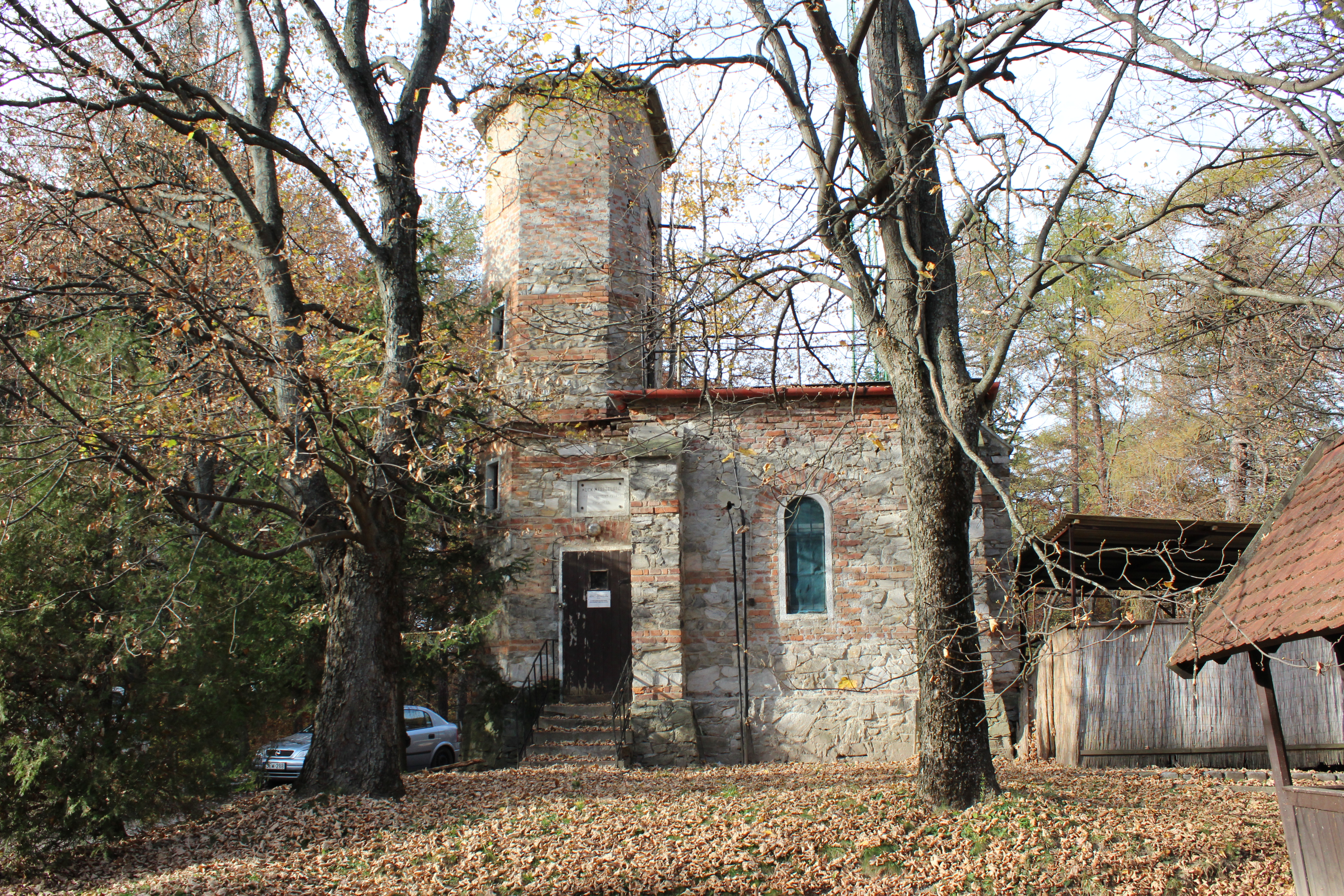
A Muck-kilátó

Emlékét az erdőkön kívül a Hotel Lövér mögötti úton álló pihenő is őrzi. A pihenőben elhelyezett emléktábla Szakál Ernő munkája. A Károly-kilátóban emlékszoba mutatja be munkásságát. Az unokái Madasra magyarosították a nevüket, de nem lettek hűtlenek az erdő világához.
Kortársai 1906-ban róla nevezték el az 522 m magas Nyíresen felállított kilátót, ami előtt 1926-27-ben emlékpadot is felállítottak. A kilátót 1936-37-ben Winkler Oszkár tervei alapján menedékházzá építették át, majd a 2006-ig a határőrség pihenőháza lett – ez idő alatt a lakosság nem látogathatta (a határőrizeti nyomsáv Ausztria felé eső oldalán áll). 2006 óta erdei vendégfogadó és szálláshely – magát a hegyet továbbra is Mucknak hívják.